# Aeletes dybasi
Aeletes dybasi är en skalbaggsart som beskrevs av Wenzel 1944. Aeletes dybasi ingår i släktet Aeletes och familjen stumpbaggar. Inga underarter finns listade i Catalogue of Life.